# Karl Lagerfeld
Karl Otto Lagerfeld (Amburgo, 10 settembre 1933 – Neuilly-sur-Seine, 19 febbraio 2019) è stato uno stilista e fotografo tedesco.
Ha reso il suo nome sinonimo di indipendenza creativa, collaborando con varie etichette di moda. È stato direttore creativo di Fendi insieme a Silvia Venturini Fendi e di Chanel oltre ad aver firmato una sua linea.

## Biografia

### Origini
Karl Lagerfeld nacque ad Amburgo, in Germania, terzo dopo le sorelle Theodora Dorothea (1922-2007) e Martha Christiane (1931-2015), e unico figlio maschio di Otto Christian Lagerfeld (1881-1967) ed Elisabeth Bahlmann (1897-1978). La famiglia di suo padre era proprietaria di una banca d'affari svedese che fece fortuna introducendo il latte condensato in Germania. Il nonno paterno, Johann Otto Lagerfeld (1845–1931), era un commerciante di vino sposato con Franziska Wiegels (1848-1936). La sorella Theodora era nata dal primo matrimonio del padre con Theresia Feigl (1896-1922), morta poco dopo il matrimonio. La madre, invece, era tedesca, figlia di Heinrich Maria Karl Bahlmann, politico membro del Partito di Centro Tedesco, ed era venditrice di abbigliamento intimo all'epoca del matrimonio nel 1930.
Per diversi anni è stato fatto mistero sulla sua data di nascita. La scrittrice Alicia Drake sostiene che sia nato nel 1933, in quanto Lagerfeld sarebbe stato compagno di classe di alcuni suoi parenti e conoscenti. Un'annotazione sul registro dei battesimi indica come data di nascita il 10 settembre 1933 anche se Lagerfeld sostenne sempre di essere nato nel 1935. I registri di nascita, in Germania, non sono aperti a ispezioni pubbliche, e sono stati interpellati i suoi vecchi insegnanti e compagni di classe per avere conferma della data di nascita. Altri, invece, indicano come 1938 il suo anno di nascita.
Insieme a sua madre, Lagerfeld emigrò a Parigi nel 1953. Nel 1955 vinse un concorso per un cappotto sponsorizzato dal Segretariato Internazionale della Lana e gli fu assegnato un posto da Pierre Balmain. Vinse anche il concorso per un premio di vestiti sponsorizzato da Yves Saint Laurent. Ricordò nel 1976:
Dopo tre anni si trasferì da Jean Patou e al riguardo disse:
Con i soldi della sua ricca famiglia, aprì un piccolo negozio a Parigi. In questo periodo volle spesso consultarsi con Madame Zereakian, la veggente armena di Christian Dior. Lagerfeld poi ha rivelato: "Mi disse che avrei avuto successo nel campo della moda e dei profumi".

### Attività
Nel 1980 fondò la sua etichetta, chiamata Lagerfeld, che lanciava profumi e linee di vestiti. Lagerfeld ha collaborato con la svedese H&M, griffe internazionale di moda. Il 12 novembre 2001, H&M offrì un'edizione limitata di diverse creazioni di Lagerfeld, sia per donne sia per uomini, in punti di vendita selezionati, che andarono venduti in soli pochi giorni. Lagerfeld non ha avuto timore di contaminare la sua immagine lavorando con marche di basso profilo, sebbene in passato abbia lavorato fianco a fianco con Wolford, disegnatore di calze e maglieria intima destinate a un pubblico esclusivo.

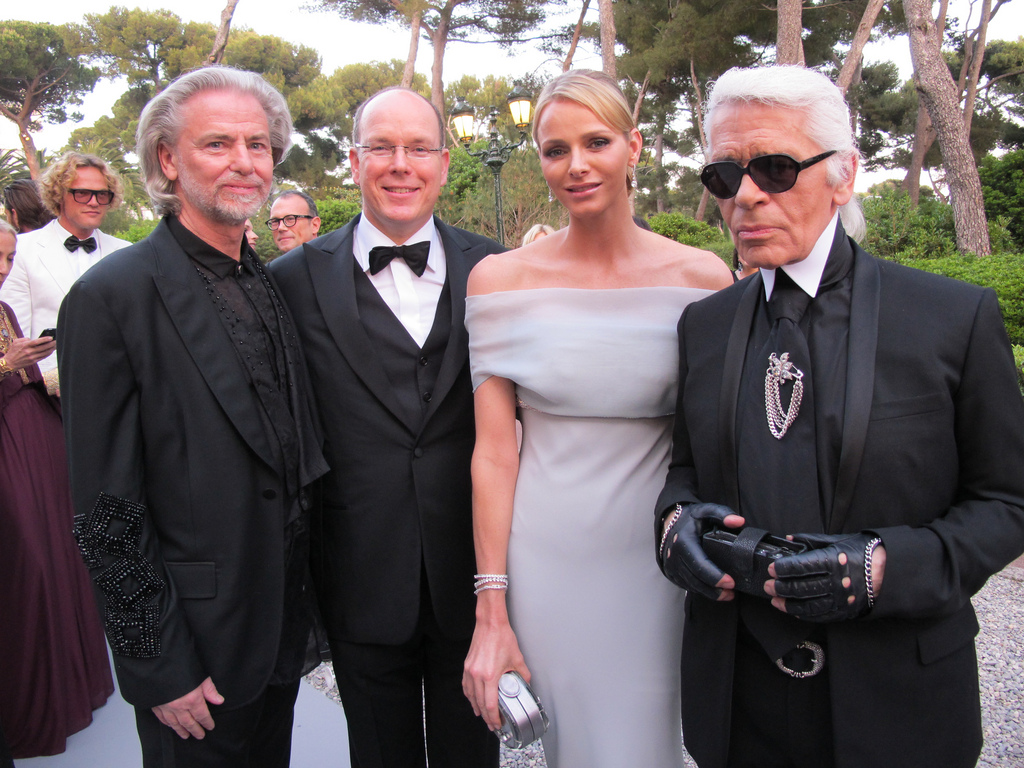
Lagerfeld con Hermann Bühlbecker, Alberto II di Monaco e la principessa di Monaco Charlène Wittstock

Per la sua linea di abbigliamento, chiamata inizialmente "Lagerfeld Gallery" e in seguito "Karl Lagerfeld", a Parigi hanno sfilato le più importanti supermodelle, tra le quali spicca Claudia Schiffer, la sua prediletta. Nel 2004 ha disegnato alcuni completi per artisti musicali di fama internazionale, come nel caso del Re-Invention Tour di Madonna e dello Showgirl Tour di Kylie Minogue. Lagerfeld è stato anche un fotografo e tra le tante star immortalate figura anche Marilyn Manson. Produsse Visionaire 23: The Emperor's New Clothes, una serie di foto di nudi di modelle e celebrità.
Lagerfeld è stato il direttore dei disegnatori della Maison Chanel. Inoltre, ha ricoperto per diversi anni il ruolo di direttore creativo della Maison Fendi.

A Lagerfeld è stato riconosciuto il grande uso del logo "CC" di Chanel negli anni '80

Ha collaborato per anni anche con la Maison Chloé. In qualità di fotografo, spesso scattava personalmente le fotografie per le campagne pubblicitarie delle case di moda che dirigeva. Nel 2005 lo stilista è stato anche protagonista del Signé Chanel. Lo show era incentrato sulle sue creazioni autunno/inverno 2004-2005 per la collezione Chanel. Il programma è stato poi trasmesso da Sundance Channel negli Stati Uniti nell'autunno 2006 e da Rai 5 nel 2012.
Il 18 dicembre 2006 Lagerfeld ha annunciato il lancio di una nuova collezione uomo-donna nominata K Karl Lagerfeld, che includeva magliette attillate e una vasta gamma di jeans. Appassionato di architettura, era grande amico di Zaha Hadid, alla quale ha commissionato il Mobile Art Pavilion per Chanel. A Tadao Andō ha invece affidato la realizzazione della sua casa-studio a Biarritz, in Francia. Sul noto architetto giapponese Lagerfeld ha scritto un libro, intitolato Tadao Ando - Vitra house. Dal 2010 ha firmato per quattro stagioni le collezioni di Hogan, per cui ha ripensato i modelli classici del brand (come sneaker e ballerine).
Nel 2001 Lagerfeld si sottopose a una dieta perdendo 42 kg in tredici mesi, seguendo un percorso creato appositamente dal dottor Jean-Claude Houdret, che ne ha tratto un libro chiamato The Karl Lagerfeld Diet (ISBN 1-57687-251-3).
(Karl Lagerfeld, Jean-Claude Houdret, Ingrid Sischy, The Karl Lagerfeld diet, New York, NY : PowerHouse Books)
A inizio 2012, per dare il tono della collezione primavera-estate della Maison Chanel, Lagerfeld ha scelto un gioiello di Suzanne Belperron in calcedonio. Ha firmato il numero di maggio 2012 di Architectural Digest, dove ha svelato il suo appartamento di Parigi, i suoi ultimi progetti e la sua collezione di gioielli del Suzanne Belperron. Nel 2012, dopo un anno di intenso lavoro, il museo delle cere di Amburgo, Das Panoptikum, gli ha reso omaggio commissionando una statua in cera dedicata alla sua figura.

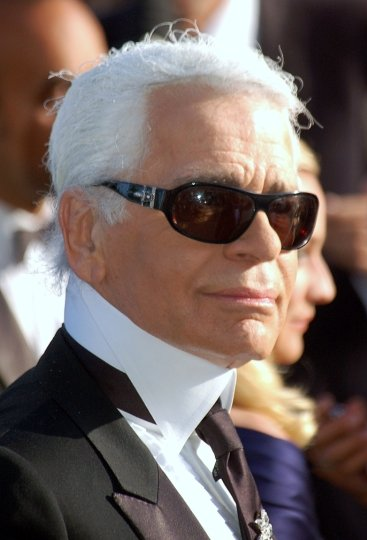
Lagerfeld al Festival di Cannes 2007

Il 22 gennaio quando Chanel aveva presentato al Grand Palais di Parigi la collezione di haute couture per la primavera/estate 2019, Karl Lagerfeld, in quell'occasione e per la prima volta nella sua carriera, non era apparso alla fine della sfilata, facendosi sostituire da Virginie Viard, suo braccio destro. Lo staff di Chanel aveva dichiarato: "Lagerfeld non verrà, si sente stanco".

### Morte
A seguito di complicazioni di salute nel gennaio 2019, Lagerfeld è stato ricoverato all'ospedale di Parigi nel sobborgo parigino Neuilly-sur-Seine il 18 febbraio. È morto lì la mattina seguente per complicazioni del tumore al pancreas. Lagerfeld ha richiesto un funerale formale con piani di cremazione e ceneri sparse in luoghi segreti accanto a sua madre e al suo compagno, Jacques de Bascher.
Lagerfeld è stato commemorato il 20 giugno 2019 al Grand Palais con "Karl For Ever", una celebrazione della vita del designer, che ha caratterizzato una retrospettiva di carriera che ha messo in evidenza i suoi incarichi a Chloé, Fendi e Chanel. Al tributo di 90 minuti hanno partecipato 2.500 ospiti. Quasi 60 giganteschi ritratti erano in mostra all'interno del padiglione, che ha ospitato molte collezioni di passerelle Chanel. La cerimonia includeva anche letture ed esibizioni musicali di Tilda Swinton, Cara Delevingne, Helen Mirren, Pharrell Williams e Lang Lang. La produzione è stata messa in scena dal regista teatrale e operistico Robert Carsen.
Dopo il memoriale, la casa di Karl Lagerfeld ha annunciato a luglio 2019 lo sviluppo di "The White Shirt Project". In omaggio al suo omonimo fondatore, questa collaborazione celebra l'eredità del defunto designer con una collezione di camicie bianche iconiche reinventate.
Lagerfeld una volta disse: "Se mi chiedi cosa mi piacerebbe di più aver inventato nella moda, direi la camicia bianca. Per me, la camicia bianca è la base di tutto. Tutto il resto viene dopo".
Il progetto globale, che è stato curato dal consigliere di stile Karl Lagerfeld, Carine Roitfeld, presenta progetti di Cara Delevingne, Kate Moss, Tommy Hilfiger, Diane Kruger e Takashi Murakami.
Nel 2024 è stata pubblicata Becoming Karl Lagerfeld, una serie TV dedicata alla sua ascesa nel mondo della moda.

## Vita privata
Dalla fine degli anni '80, si appassiona all'arte fotografica, pubblicando anche alcuni libri di sue immagini presso un editore tedesco. La sua passione lo porta anche ad aprire una libreria, che si occupa di libri sull'argomento, e una casa editrice, entrambe con sede a Parigi.
Da grande bibliofilo qual era, acquistava anche 400 libri al mese, in varie lingue, che finivano nelle sue case, oltre che nella sua biblioteca/studio fotografico sempre nella capitale francese. Numerose fonti parlano di 300mila volumi, altre di soli 110mila.
Nel 2011, si impadronisce del gatto di un modello suo amico, Choupette, un gatto sacro di Birmania, che diviene musa dello stilista, testimonial di svariati marchi, oltre che vantare un grande seguito sul social network Instagram.